# Símun
Símun eller Simon var i en årrække omkring år 1350 lagmand på Færøerne